# 魚眼石
某些頁矽酸鹽礦物會被稱為鱼眼石（英語：Apophyllite）。最初只是某些矿物會被稱為魚眼石，但在1978年概念有所變更，魚眼石被定義為一群化學組成相近的礦物固溶體，及底下的成員氟魚眼石-(K)、氟魚眼石-(Na)、氫氧魚眼石-(K)。
魚眼石的英文名稱源自希臘文,意思為「剝落」，原因是這一類的礦物被加熱的時候會因脫水而出現剝落的現象。另外也可以透過簡單摩擦或使用加酸處理使魚眼石剝蝕。魚眼石通常以次生礦物的形式發現於玄武岩或其他火山岩的氣泡或孔隙之中。
儘管對一般大眾來說魚眼石相對比較陌生，但是在世界各地算是普遍的礦物，印度贾尔冈、德国国名哈茨山脉、加拿大、挪威的孔斯贝格以及苏格兰、爱尔兰、巴西、日本和美国等地都能找到鱼眼石。

## 魚眼石族礦物
- 氟魚眼石-(K) (舊稱氟魚眼石、魚眼石-(KF)), KCa4Si8O20(F,OH)·8H2O - 白色、無色、黃色、綠色和藍紫色[5]
- 魚眼石-(K) (舊稱氫氧魚眼石, 魚眼石-(KOH)), KCa4Si8O20(OH,F)·8H2O - 白色、無色[6]
- 氟魚眼石-(Na) (舊稱鈉魚眼石, 魚眼石-(NaF)), NaCa4Si8O20F·8H2O - 褐色、黃色、無色[7]
- 氟魚眼石-(Cs) CsCa4(Si8O20)F·8H2O - 2019年發現的新礦物[8]
- 氟魚眼石-(NH4) NH4Ca4(Si8O20)F⋅8H2O - 2020年發現的新礦物[9]

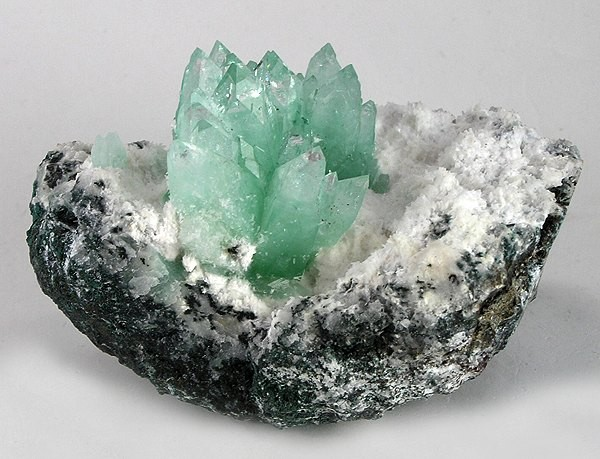
母岩上獨立的氟魚眼石-(K)晶簇
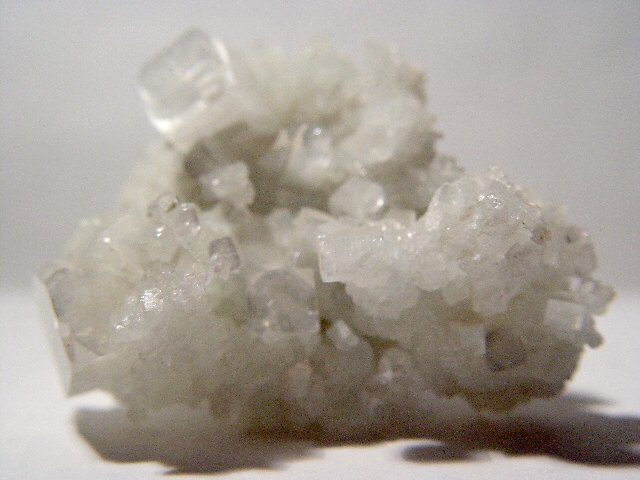
氫氧魚眼石-(K)
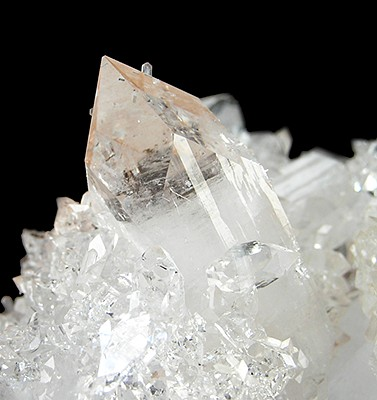
氟魚眼石-(Na)